# 22e cérémonie des Goyas
La 22e cérémonie des Goyas (ou Premios Goya), organisée par l'Academia de las artes y las ciencias cinematográficas de España, a eu lieu le 3 février 2008 au Palais municipal des congrès de Madrid et a récompensé les films sortis en 2007.
Le film La soledad de Jaime Rosales remporte les deux récompenses majeures (meilleur film et meilleur réalisateur) mais c'est L'Orphelinat de Juan Antonio Bayona qui est le film le plus récompensé avec sept prix,.

## Palmarès

### Meilleur film
- La soledad de Jaime Rosales
  - L'Orphelinat (El orfanato) de Juan Antonio Bayona
  - Las 13 rosas de Emilio Martínez-Lázaro
  - Siete mesas de billar francés de Gracia Querejeta

### Meilleur réalisateur
- Jaime Rosales pour La soledad
  - Emilio Martínez-Lázaro pour Las 13 rosas
  - Icíar Bollaín pour Mataharis
  - Gracia Querejeta pour Siete mesas de billar francés

### Meilleur nouveau réalisateur
- Juan Antonio Bayona pour L'Orphelinat (El orfanato)
  - Félix Viscarret pour Bajo las estrellas
  - Tom Fernández pour La torre de Suso
  - David Ulloa et Tristán Ulloa pour Pudor

### Meilleur acteur
- Alberto San Juan pour son rôle dans Bajo las estrellas
  - Álvaro de Luna pour son rôle dans El prado de las estrellas
  - Alfredo Landa pour son rôle dans Luz de domingo
  - Tristán Ulloa pour son rôle dans Mataharis

### Meilleure actrice
- Maribel Verdú pour son rôle dans Siete mesas de billar francés
  - Belén Rueda pour son rôle dans L'Orphelinat (El orfanato)
  - Emma Suárez pour son rôle dans Bajo las estrellas
  - Blanca Portillo pour son rôle dans Siete mesas de billar francés

### Meilleur acteur dans un second rôle
- José Manuel Cervino pour son rôle dans Las 13 rosas
  - Julián Villagrán pour son rôle dans Bajo las estrellas
  - Emilio Gutiérrez Caba pour son rôle dans La torre de Suso
  - Carlos Larrañaga pour son rôle dans Luz de domingo
  - Raúl Arévalo pour son rôle dans Siete mesas de billar francés

### Meilleure actrice dans un second rôle
- Amparo Baró pour son rôle dans Siete mesas de billar francés
  - Geraldine Chaplin pour son rôle dans L'Orphelinat (El orfanato)
  - María Vázquez pour son rôle dans Mataharis
  - Nuria González pour son rôle dans Mataharis

### Meilleur espoir masculin
- José Luis Torrijo pour son rôle dans La soledad
  - Roger Príncep pour son rôle dans L'Orphelinat (El orfanato)
  - Óscar Abad pour son rôle dans El prado de las estrellas
  - Gonzalo de Castro pour son rôle dans La torre de Suso

### Meilleur espoir féminin
- Manuela Velasco pour son rôle dans Rec
  - Nadia de Santiago pour son rôle dans Las 13 rosas
  - Gala Évora pour son rôle dans Lola, la película
  - Bárbara Goenaga pour son rôle dans Oviedo Express

### Meilleur scénario original
- Sergio G. Sánchez pour L'Orphelinat (El orfanato)
  - Ignacio Martínez de Pisón pour son rôle dans Las 13 rosas
  - Icíar Bollaín et Tatiana Rodríguez pour son rôle dans Mataharis
  - Gonzalo Suárez pour son rôle dans Oviedo Express
  - Gracia Querejeta et David Planell pour son rôle dans Siete mesas de billar francés

### Meilleur scénario adapté
- Félix Viscarret pour Bajo las estrellas
  - Ventura Pons pour Barcelona (un mapa)
  - Imanol Uribe pour La carta esférica
  - Laura Santullo pour La Zona, propriété privée (La zona)
  - Tristán Ulloa pour Pudor

### Meilleure photographie
- José Luis Alcaine pour Las 13 rosas
  - Álvaro Gutiérrez pour Bajo las estrellas
  - Ángel Iguacell pour Siete mesas de billar francés
  - Carlos Suárez pour Oviedo Express

### Meilleur montage
- David Gallart pour Rec
  - Fernando Pardo pour Las 13 rosas
  - Elena Ruiz pour L'Orphelinat (El orfanato)
  - Nacho Ruiz Capillas pour Siete mesas de billar francés

### Meilleure direction artistique
- Josep Rosell pour L'Orphelinat (El orfanato)
  - Wolfgang Bumann pour Oviedo Express
  - Edoy Hidalgo pour Las 13 rosas
  - Gil Parrondo pour Luz de domingo

### Meilleure direction de production
- Sandra Hermida Muñiz pour L'Orphelinat (El orfanato)
  - Juan Carmona et Salvador Gómez pour Luz de domingo
  - Martín Cabañas pour Las 13 rosas
  - Teresa Cepeda pour Oviedo Express

### Meilleurs costumes
- Lena Mossum pour Las 13 rosas
  - Sonia Grande pour Lola, la película
  - Lourdes de Orduña pour Luz de domingo''
  - María Reyes pour L'Orphelinat (El orfanato)

### Meilleurs maquillages et coiffures
- Lola López et Itziar Arrieta pour L'Orphelinat (El orfanato)
  - Lourdes Briones et Fermín Galán pour Oviedo Express
  - Mariló Osuna, Almudena Fonseca et José Juez pour Las 13 rosas
  - José Quetglas et Blanca Sánchez pour El corazón de la tierra

### Meilleur son
- Xavi Mas, Marc Orts et Oriol Tarragó pour L'Orphelinat (El orfanato)
  - Carlos Bonmati, Alfonso Pino et Carlos Farudo pour Las 13 rosas
  - Licia Marcos de Oliveira, Carlos Fesser et David Calleja pour Tuya siempre
  - Iván Marín, José Antonio Bermúdez et Leopoldo Aledo pour Siete mesas de billar francés

### Meilleurs effets visuels
- David Martí, Montse Ribé, Pau Costa, Enric Masip, Lluis Castell et Jordi San Agustín pour L'Orphelinat (El orfanato)
  - Reyes Abades et Álex G. Ortoll pour El corazón de la tierra
  - David Ambid, Enric Masip et Álex Villagrasa pour Rec
  - Pau Costa, Raúl Ramanillos et Carlos Lozano pour Las 13 rosas

### Meilleure musique originale
- Roque Baños pour Las 13 rosas
  - Carles Cases pour Oviedo Express
  - Míkel Salas pour Bajo las estrellas
  - Fernando Velázquez pour L'Orphelinat (El orfanato)

### Meilleure chanson originale
- Fado da saudade de Fernando Pinto do Amaral et Carlos do Carmo pour Fados

### Meilleur film étranger en langue espagnole
- XXY de Lucía Puenzo
  - La edad de la peseta de Pavel Giroud
  - Mariposa negra de Francisco José Lombardi
  - Padre nuestro de Rodrigo Sepúlveda

### Meilleur film d'animation
- Nocturna, la nuit magique (Nocturna) de Víctor Maldonado et Adrià García
  - Azur et Asmar de Michel Ocelot
  - Betizu eta urrezko zintzarria de Egoitz Rodríguez
  - Tierra Mágica de Lenard F. Krawinkel et Holger Tappe

### Meilleur film documentaire
- Invisibles de Isabel Coixet, Fernando León de Aranoa, Mariano Barroso, Javier Corcuera et Wim Wenders

### Prix Goya d'honneur
- Alfredo Landa

## Statistiques

### Nominations multiples
14 : Las 13 rosas

### Récompenses multiples
7 : L'Orphelinat